# Grão Vasco
Vasco Fernandes (Viseu, c. 1475 – c. 1542), mais conhecido por Grão Vasco, é considerado o principal nome da pintura portuguesa de 1500. Nasceu provavelmente em Viseu e exerceu a sua atividade artística no norte de Portugal, na primeira metade do século XVI.
Em sua homenagem, existem o Museu Grão Vasco, situado na Sé Catedral de Viseu, e também a Escola Básica 2|3 Grão Vasco, o antigo “Ciclo” na linguagem popular.

## Biografia[1]
De acordo com a tradição local, o pintor Vasco Fernandes (celebrizado como Grão Vasco a partir do séc. XVII) nasceu nas imediações de Viseu, mas não existe qualquer documento relativo à sua naturalidade, filiação e data de nascimento. Cyrillo Volkmar Machado afirma na sua Collecção de Memórias Relativas ás Vidas dos Pintores… que uma das muitas teorias seria que Vasco Fernandes teria nascido numa região com moinhos chamada Lugar do Pintor, sendo filho de um lavrador abastado. A referência cronológica mais antiga que lhe diz respeito, e que remonta ao ano de 1501-1502, refere-o já como casado e a exercer o ofício de pintor em Viseu, o que permite inferir que tenha nascido por volta de 1475. Faleceu nesta cidade, deixando viúva e duas filhas, entre o final de 1542 e o início do ano seguinte, como o provam indirectamente alguns documentos. Ou seja, viveu e trabalhou em Viseu durante, pelo menos, quarenta anos.
Para reconstituir a sua vida familiar, econômica e artística, existem cerca de cinquenta documentos escritos, maioritariamente nos acervos do Arquivo Distrital de Viseu e na Torre do Tombo, em Lisboa. Sabe-se através destes documentos, e através da presença de algumas pinturas que permaneceram nos locais de culto até aos nossos dias, que trabalhou para os bispos das dioceses de Viseu e de Lamego, designadamente para as duas Catedrais, e para importantes casas conventuais da região do Douro e das Beiras, como Santa Maria de Salzedas, S. Francisco de Orgens e Santa Cruz de Coimbra.

## Estilo e Influências
Não existe documento biográfico que confirme onde aprendeu a pintura, todavia, considerando que em Viseu não existiu nenhum grande mestre a antecedê-lo, e considerando que manteve relações de amizade com Jorge Afonso, o pintor do rei D. Manuel I, é provável que tenha aprendido o seu ofício em Lisboa, como os demais pintores que aí se formaram e que aí vieram a exercer o seu ofício.

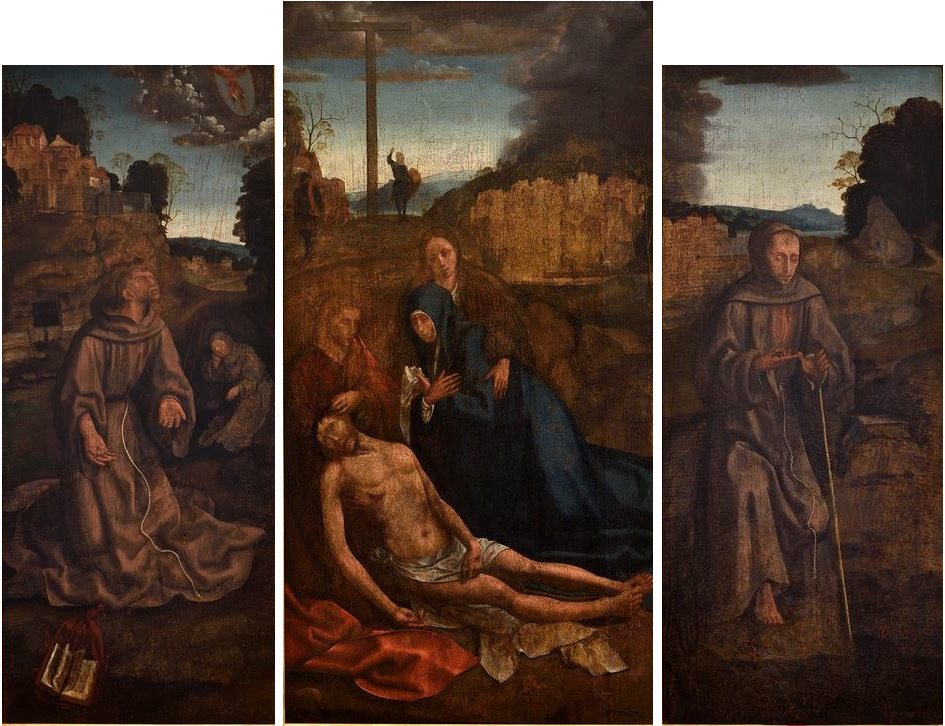
Tríptico da Lamentação com Santos Franciscanos, Grão Vasco, 1534-35

A base de identificação do processo criativo do grande mestre do Renascimento português, ou as obras de autoria certa do Grão Vasco, são as duas pinturas que assinou – a Lamentação com Santos Franciscanos, de cerca de 1520, conhecida por Tríptico Cook por ter sido vendida a um colecionador inglês, que se encontra atualmente no Museu Nacional de Arte Antiga, e o retábulo com o tema Pentecostes, pintado em 1535, que se conserva na Sacristia da Igreja de Santa Cruz de Coimbra – bem como os cinco painéis que restam do antigo retábulo da capela-mor da Catedral de Lamego, que se expõem no museu desta cidade, e o magnífico S. Pedro desta colecção, pintado por volta de 1529 para a Catedral de Viseu. Através desta base segura, é possível incluir no seu universo criativo, apesar de algumas delas serem o expressivo resultado de um trabalho em colaboração, como sucede com os catorze painéis do antigo retábulo da Catedral, mais trinta e três painéis, ou seja, num total de quarenta e uma pinturas é possível identificar a participação e o desempenho individual do Grão Vasco.
Relativamente ao percurso estético do nosso mestre pode dizer-se que evolui de influências marcadamente nórdicas – bem patentes no retábulo da Sé de Viseu onde trabalhou com pintores de origem flamenga – para influências italianizantes. A vinda de D. Miguel da Silva de Roma para o bispado de Viseu (1525-1540), o mecenas que lhe encomenda, entre outras, os cinco grandes retábulos para a Catedral, um dos quais o S. Pedro, foi um acontecimento decisivo no seu percurso estético.
Com uma linguagem muito personalizada e facilmente caracterizável, que se pode definir pelo uso de uma paleta mais sombria do que a dos demais pintores portugueses do seu tempo, mas com infinitas gradações tonais, pelo uso sensível da luz que lhe serve fundamentalmente para representar o espaço em profundidade e para espacializar a forma, pela extraordinária plasticidade dos tecidos, pela caracterização poderosa dos rostos e envolvimento dramático das figuras, pelo realismo e minucioso descritivo dos cenários e adereços, recorrendo habitualmente a objectos simples do quotidiano familiar, o Grão Vasco ocupa um espaço central e de merecido protagonismo na História da Pintura Portuguesa.

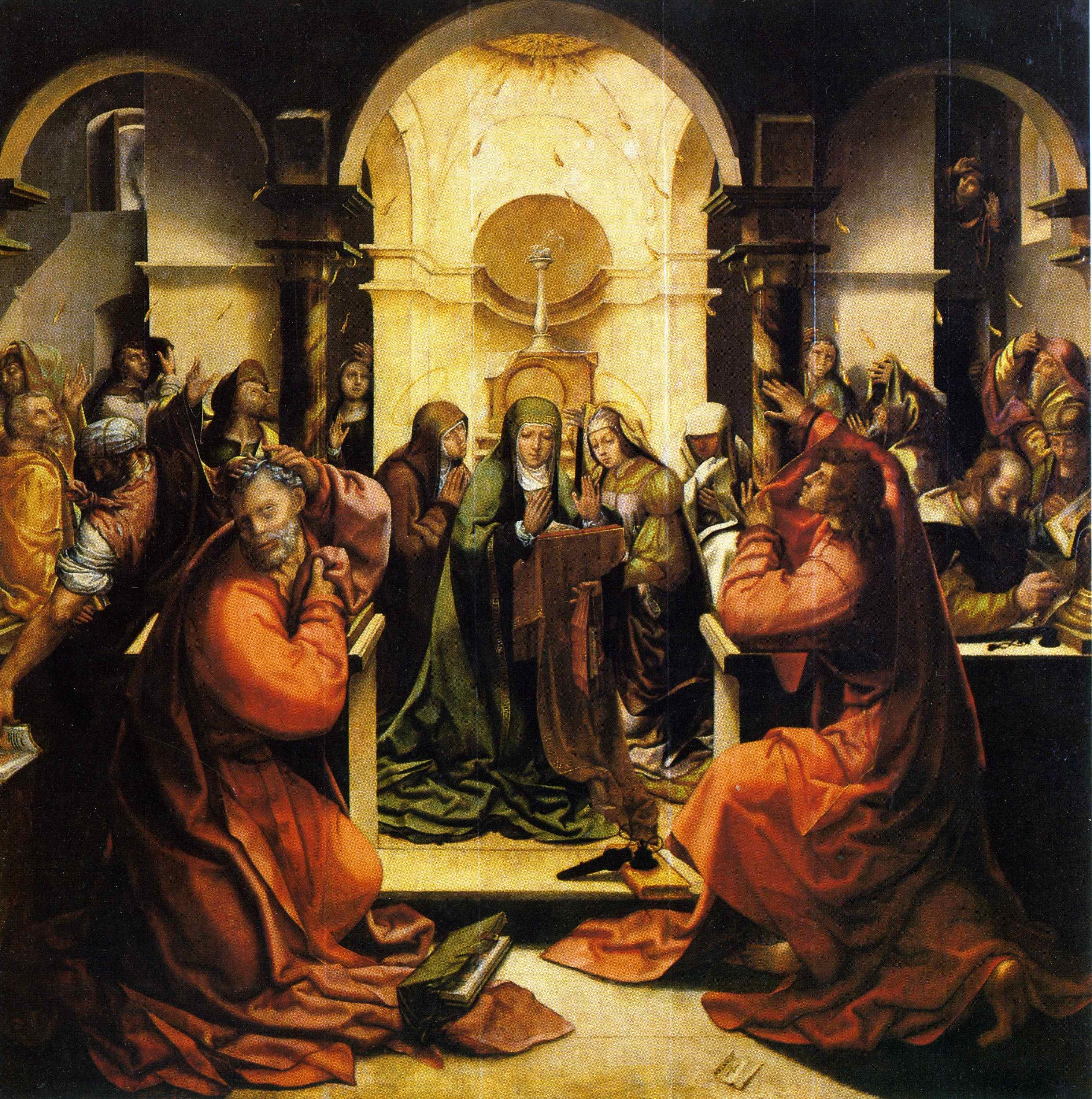
Pentecostes, da capela da portaria do mosteiro de Santa Cruz de Coimbra, 1534-35, assinada Velasco

## Legado
A importância económica das dioceses de Viseu e de Lamego, o prestígio social, político e cultural dos seus bispos, membros da primeira nobreza e conselheiros do Rei, as casas religiosas poderosas da região, o sucesso que a pintura fazia na época, e, bem entendido, o mérito artístico do pintor, permitiram que a sua oficina se transformasse num dos mais importantes centros de produção do País. Com efeito, a partir de 1520, além de Vasco Fernandes, encontravam-se activos em Viseu diversos pintores que mantinham relações profissionais e de parentesco entre si, e que imitavam a sua linguagem e o seu “fazer” artístico. O mais importante, que trabalhou frequentemente como colaborador de Vasco Fernandes em projectos de grande vulto, foi o viseense Gaspar Vaz.
A memória de grande pintor Vasco Fernandes, reconhecido autor de muitas obras que ornamentavam a Sé de Viseu, manteve-se muito viva na cidade, no decurso do século XVII. Se, por um lado, apenas mais de meio século separa este período cronológico do tempo de Vasco Fernandes, por outro, estamos perante uma época nova, que recusa os pressupostos estéticos que subjazem ao universo espiritual do artista e do seu tempo, definitivamente superados pela emergência de outros modelos culturais e, naturalmente, de novas propostas estéticas. Porém, é na pintura regional ulterior à sua morte, e até aos primeiros anos do século XVII, que justamente podemos avaliar o impacto da sua arte. Através de um claro fenómeno de imitação, os pintores locais (…) mostram um apego direto ao vocabulário de Vasco Fernandes. Prolongando o seu estilo, reproduzindo os modelos da sua obra, os mestres de diversas localidades das regiões de Lordosa, de Vil de Soito de São Pedro de Mouraz, entre outras, constituem, a par de referências manuscritas, importantes testemunhos da projeção excecional da obra do artista.
O cónego da Sé de Viseu, Luís Ferreira, a propósito do restauro do S. Pedro, ocorrido no ano de 1607, justifica não o ter mandado pintar de novo, […] por ser feita por mao de Vasco Frz e, procurando justificar as razões que o levaram a não encomendar para esta capela outra pintura, refere : […] e ficou tambom que me pareceo ser ero grãde mandar fazer outra pintura que os pintores deste tempo confessão que não se fará outra tamboa tamperfeita ebem acabada (…).
Com Manuel Ribeiro Botelho Pereira, in Dialogos morais historicos e politicos…. de 1630 surge, pela primeira vez, a comparação do génio artístico de Vasco Fernandes ao dos grandes mestres da Antiguidade, Apeles e Zeuxipo (…).
Outra importante referência é a do padre-mestre Jorge de S. Paulo no manuscrito Epilogo e Compendio da origem da congregação de Sam Joam Euangelista, etc. de 1658 no qual se dá conta do testemunho de Ana Fernandes, uma pretensa bisneta de Vasco Fernandes, e que se reporta ao ano de 1618. Ana Fernandes […] ouvira dizer à sua mãy houvera um Bispo nesta cidade chamado do Azul tido na terra por Santo, e affirmava a dita sua Mãy que seu avo Vasco Fernandes pintor hia tirar oleo do que corria da sepultura do Bispo santo para aperfeiçoar as tintas das pinturas de mais porte.

## Obras
- Adoração dos Reis Magos (1501-1505)
- São Pedro (1529)
- Políptico da Capela-mor da Sé de Lamego (c. 1506-11)
- Anunciação (c. 1506-11)
- Tríptico da Lamentação com Santos Franciscanos (c. 1510-1530)
- Calvário (c. 1530-35)
- Pentecostes (c. 1534-35)
- Última Ceia (c. 1535)